# Rychnov nad Kněžnou
Rychnov nad Kněžnou là một thị trấn thuộc huyện Rychnov nad Kněžnou, vùng Královéhradecký, Cộng hòa Séc.